# Arthur Posnansky

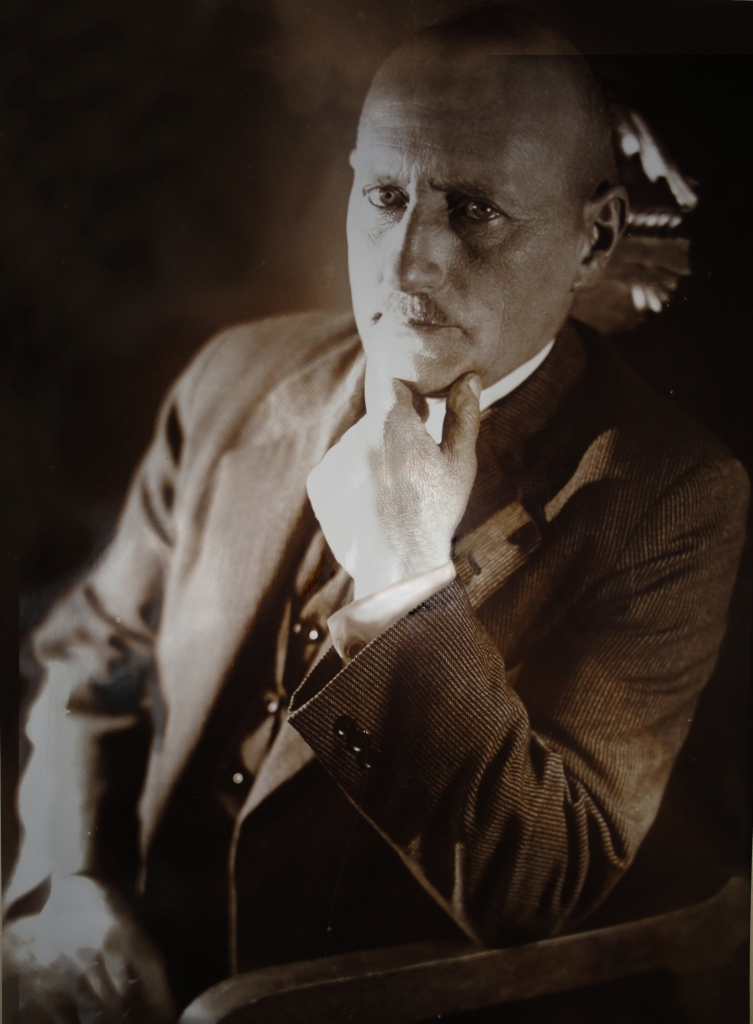
Arthur Posnansky in seinem Arbeitszimmer in La Paz, Bolivien

Arthur Posnansky (* 12. April oder 13. April 1873 in Wien, Österreich-Ungarn; † 27. Juli 1946 in La Paz) war ein Amateurarchäologe österreichischer Herkunft, tätig in Bolivien. Er war ein Verfechter der rassischen Anthropologie und nach seinem Tod machte sich die Pseudoarchäologie seine Theorien zu eigen.

## Leben
Arthur Posnansky war der Sohn von Israel Carl Posnansky (* 1839 in Witkowo; † 1890 in Wien) und dessen Ehefrau Rosa, geborene Alexander (* 1851; † 1926). Sein Vater war Teilhaber einer chemischen Fabrik in Wien.
Posnansky schlug zunächst die Militärlaufbahn ein, studierte an der k.uk. Marineakademie in Pula und machte 1895 einen Ingenieursabschluss. Er musterte ab und betätigte sich ab 1897 mit einem eigenen Schiff als Kautschuk-Händler auf dem Amazonas. Dabei nahm er Partei in dem politischen Konflikt zwischen Brasilien und Bolivien über den Besitz der Region des Rio Acre und geriet in brasilianische Gefangenschaft, der er nach Europa entkommen konnte. Er ging 1903 als Geschäftsmann nach La Paz. In dieser Zeit kam er erstmals nach Tiwanaku. 1911 studierte er in Berlin, heiratete und kehrte 1914 nach Bolivien zurück, wo er sich 1916 den Palacio Tiwanaku bauen ließ. Das Haus ging 1922 an den bolivianischen Staat, der darin das Museo Nacional de Arqueología einrichtete. Im Jahr 1930 gründete er die Sociedad Arqueológica de Bolivia (Archäologische Gesellschaft Boliviens).

## Forschungen zu Tiwanaku

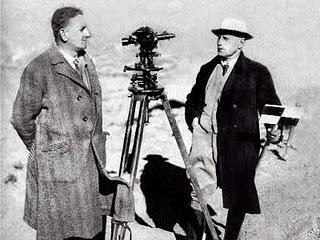
Posnansky mit dem Archäologen Wendell Bennett, Entdecker des Bennett-Monolithen, 1933 in Tiwanaku

Posnansky ist bekannt für seine Behauptung, dass Tiwanaku die „Wiege des amerikanischen Menschen“ sei und die Monumente von Tiwanaku vor mehr als 10.000 Jahren errichtet worden seien. Die Behauptungen von Arthur Posnansky werden vom Andenspezialist William H. Isbell als „pseudowissenschaftliche Exzesse“ bewertet. Trotz seiner fantasiereichen Interpretationen sind seine beschreibenden Informationen über Tiwanaku – wie Karten, Zeichnungen und Fotos – von unschätzbarem Wert. Er ist bekannt für seine starke Identifikation mit den Ruinen von Tiwanaku und verbrachte einen Großteil seines Lebens damit, Boliviens Vergangenheit zu verteidigen und zu interpretieren. Posnanskys Hauptwerk ist das Buch Tihuanacu. The Cradle of American Man.
Posnansky arbeitete eng mit dem Pseudoarchäologen Edmund Kiss zusammen, den es unter anderem durch die von Posnansky geschaffenen Mythen nach Tiwanaku verschlug.

## Schriften (Auswahl)

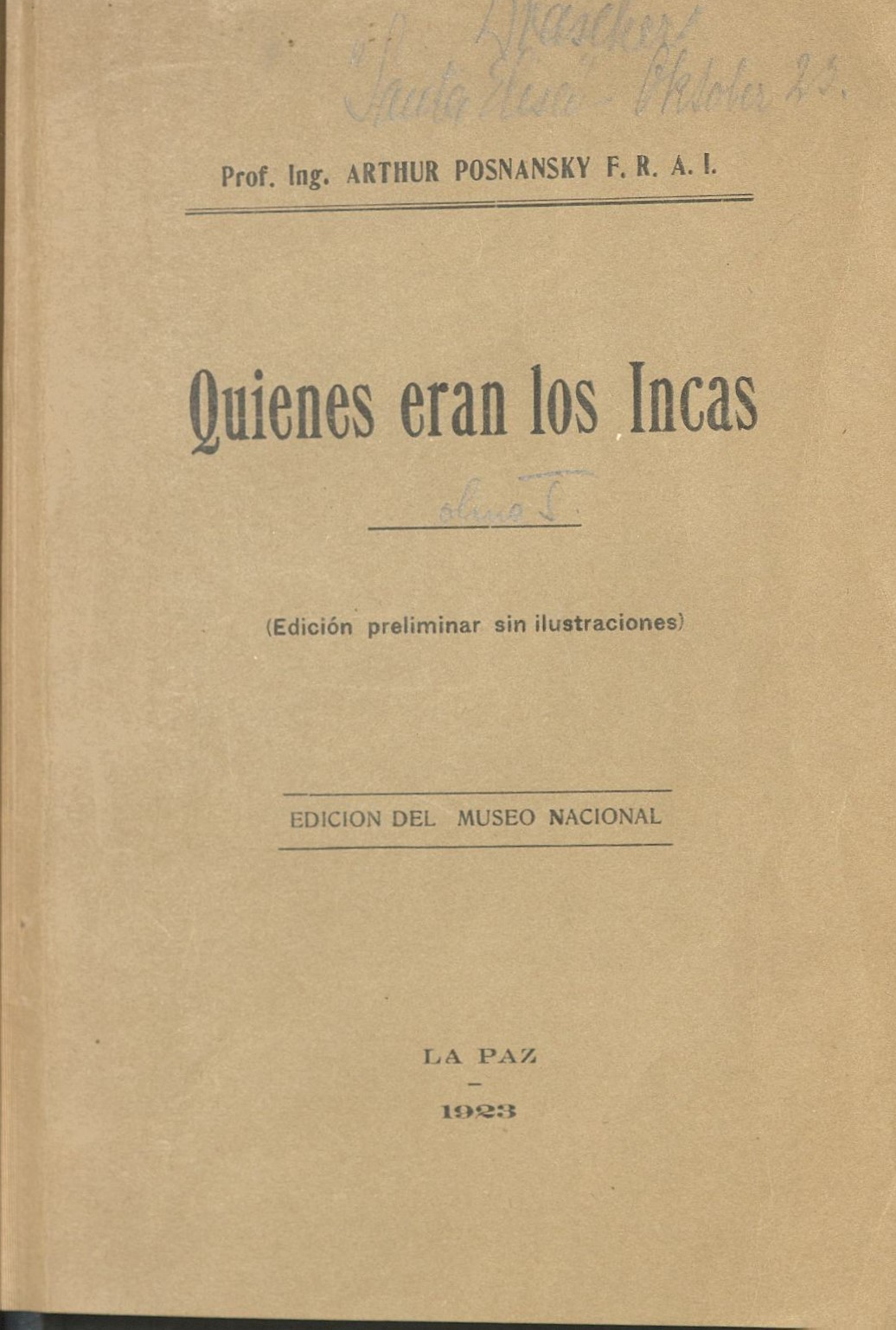
Quiénes eran los Incas (1923)

- Die Osterinsel und ihre praehistorischen Monumente. Pula 1895.
- Thesaurus ideographiarum americanarum Band 1: Das Treppenzeichen in den amerikanischen Ideographien, mit besonderer Rücksicht auf Tihuanacu = El signo escalonado en las ideografias americana con especial referencia à Tihuanacu. Reimer, Berlin 1913 (mehr Bände nicht erschienen).
- Una metrópoli prehistórica en la América del Sud = Eine prähistorische Metropole in Südamerika. Band 1. Reimer, Berlin 1914 (mehr Bände nicht erschienen).
- Quiénes eran los Incas. La Paz 1923.
- Tihuanacu. The Cradle of American Man. 4 Bände, J. J. Augustin, New York / Ministerio de Educación, La Paz 1945–1957.